# Huainanzi
De Huainanzi (Chinees: 淮南子) is een oud encyclopedisch boek dat als doel had het gehele corpus van kennis te overzien die vereist is voor een toen eigentijdse monarch om succesvol en goed te regeren.
Het boek werd geschreven door een groep geleerden aan het hof van Liu An (Chinees: 劉安), de koning van Huainan (regeerperiode 164 – 122 v.Chr.) en bevat de ideeën van Liu An over hoe het land te regeren. Het hof beschikte over een uitmuntende bibliotheek en de geleerden konden putten uit een breed scala aan bronnen. De Huainanzi was in zijn tijd de meest omvangrijke tekst uit de vroege of Westelijke Han-dynastie (206 v.Chr - 9 n.Chr). Het boek omvat 130.000 woorden/karakters  (ter vergelijk: de Daodejing 5.300 en Zhuangzi 65.300 woorden).
Het boek behandelt een groot aantal onderwerpen, waaronder kosmogonie, kosmologie, astrologie, astronomie, geografie, de kunst van het bestuur, zelf-cultivatie, mystiek, mythologie, hagiografie, ethiek, onderwijs, militaire zaken, rituelen, muziek, retorische technieken en innerlijke natuur.

## Liu An - de koning van Huainan
In 139 v.Chr. bezocht Liu An (劉安), koning van Huainan (淮南), het keizerlijke hof voor een audiëntie bij keizer Wu (武) (r. 141–87 v.Chr.). Liu An was een kleinzoon van keizer  Liu Bang (劉邦) de stichter van de Han-dynastie en de oom van  keizer Wu, die destijds achttien jaar oud was en slechts twee jaar eerder tot keizer was benoemd.
Tijdens zijn bezoek presenteerde Liu An de keizer de Huainanzi 淮南子 met duidelijk politieke bedoelingen. Hij had twee duidelijke doelen:
- In de gunst blijven bij zijn oom Keizer Wen  en later zijn neefje  keizer Wu.
- Het beleid te bevorderen dat de macht van de Han-koninkrijken (en die van Liu An)  zou behouden en uitbreiden tegen de centraliserende neigingen van de keizerlijke troon.

De Han-dynastie had in het begin een ambivalente houding als het gaat om het bestuur van het rijk. Enerzijds was er de erfenis van de voorgaande  Qin-dynastie die sterk gecentraliseerd was, anderzijds was er het verlangen naar de oude Zhou-periode die sterk decentraal was georganiseerd. Het resultaat was dat het westelijk deel direct onder het gezag van de keizer viel, de zogenoemde commanderijen, en dat de overige deel bestond uit koninkrijken waar koningen (veelal nakomelingen van de stichter van de Han) de dienst uitmaakten (zie bijgaand kaartje) Al snel begonnen de Han-keizers meer druk uit te oefenen op de koningen, nakomelingen van de stichter van de Han, om zowel de omvang van de koninklijke gebieden als de reikwijdte van hun autoriteit te verminderen. 
Het feit dat Liu An tijdens een bezoek aan het hof in 139 v.Chr. de Huainanzi aanbood aan zijn neef, keizer Wu, kan worden gezien als een poging van Liu An om de loop van de geschiedenis te keren en zijn eigen geschiktheid als adviseur van de jonge keizer te benadrukken. Keizer Wu ontving het boek van Liu An zo lijkt het positief, maar werd later mede onder invloed van zijn (Confuciaanse) adviseurs gretig om alle macht naar zich toe te trekken. In 122 v.Chr. eindigde een hevig juridisch gevecht tegen Liu An (met beschuldigingen van samenzwering tot opstand) in de zelfmoord van de koning en het einde van het zelfstandige koninkrijk Huainan. De gebeurtenissen van 122 v.Chr. met betrekking tot Liu An zijn belangrijk: ze markeerden het einde van een periode waarin het auteurschap van een tekst iemand politieke macht kon opleveren en dat het intellectueel gezag onafhankelijk van het politieke centrum kon worden verworven. De Huainanzi kan goed worden beschouwd als het laatste boek in zijn soort.
Het politieke project van de Huainanzi kunnen we als mislukt beschouwen. Het boek heeft echter wel een belangrijke rol gespeeld in de verdere ontwikkeling van de kosmologie van de Han-dynastie. Met de Huiainanzi is yinyang en de 5-fasen kosmologie tot volle wasdom gekomen. 

## Synthese
De Huainanzi is een typisch product van de vroege Han-dynastie. Net zoals de jonge Han-dynastie probeerde regio's onder haar heerschappij te verenigen die al lange tijd afzonderlijke politieke, religieuze, rituele en artistieke tradities hadden ontwikkeld, beweerde de Huainanzi in zijn eenentwintig hoofdstukken een grootschalige synthese te presenteren van alles wat er te weten viel, voor zover kennis betrekking had op heerschappij. De Huainanzi was een poging om het enorme intellectuele erfgoed van de  periode van Lente en Herfst (771-403 v.Chr.) en de  Periode van de Strijdende Staten (403-221 v.Chr.) het hoofd te bieden. 
Professor Harold Roth tekent daarbij aan dat de uiteenlopende ideeën worden gepresenteerd binnen een systematisch en samenhangend filosofisch kader. En dat kader is wat hem betreft duidelijk daoïstisch van aard. Het is diep geworteld is in een intellectuele en praktijktraditie die rechtstreeks afstamt van die klassieke daoïstische werken, de Laozi en de Zhuangzi, aldus Roth. 
De Huainanzi behoort samen met de Lüshi Chunqiu, dat een eeuw eerder verscheen tot de zogenoemde universele encyclopedieën.
De Lüshì Chūnqīu is geschreven onder patronage van Lü Buwei, de eerst minister van de staat Qin. Deze staat stond op het punt om alle andere staten te veroveren om daarna het eerste Chinese keizerrijk te stichten (de Qin-dynastie). In 239 v.Chr. werd de tekst gepubliceerd. Doel was om alle kennis die nodig is om een land goed te kunnen besturen in één werk bijeen te brengen. 
De Huainanzi en Lüshi Chunqiu hebben de volgende gemeenschappelijke kenmerken:
- De teksten zijn de gezamenlijke werken van talloze geleerden verzameld rond een gezaghebbende politieke beschermheer naar wie de tekst is genoemd.
- Ze hebben maximen en principes overgenomen uit alle bekende filosofische tradities en hebben geprobeerd deze tot een coherent geheel te synthetiseren.
- Dit samenhangende geheel was aangepast aan natuurlijke modellen, zodat de tekst fungeert als een microkosmos.
- De incorporatie van meerdere doctrines in een allesomvattende structuur gebruikte de dimensie van tijd als een organiserend principe.
- Beide teksten drongen aan op het ideaal van politieke en doctrinaire eenheid.

Een ander gemeenschappelijk punt was dat de sponsors van deze teksten beide gevestigde politieke figuren waren die geconfronteerd werden met een jonge heerser die de troon had bestegen nog voordat hij vanwege zijn jonge leeftijd in goed staat was om te regeren. De teksten waren bedoeld als instructie voor een onervaren heerser in de kunst van het besturen.
De teksten beogen alle tradities van de periode te omvatten en alles wat de moeite waard is om te weten te bevatten. De sterke punten van elke filosofische traditie werden op een nieuwe wijze geïntegreerd. De syncretische aard van de twee compendia zien we terug in de keizerlijke bibliografieën zoals de Yiwenzhi van het Boek van de Han waar deze werken niet aan een bepaalde ‘school’ (zoals Confucianisme, daoisme e.d.) werden toegekend maar aan de categorie 雜家 Zajia – diverse of syncretische verhandelingen.

## Opbouw van het boek
De Huainanzi telt 21 hoofdstukken waarbij het laatste hoofdstuk een afsluitend nawoord is waarin alle hoofdstukken worden getypeerd en samengevat.
De tekst valt uiteen in twee delen die ruwweg overeenkomen met de eerste en de tweede helft van de tekst. Het eerste deel van de tekst is gewijd aan basale principes" (hoofdstukken 1-8) en de tweede helft gaat over toepassingen en uitwerkingen (hoofdstukken 9-20). Deze structuur wordt ook wel ‘wortels en takken’ (běnmò 本末) genoemd (zie voor een toelichting de Appendix hieronder).
We zien de tweedeling ook terug in de titels. De titels van de eerste twintig hoofdstukken van de tekst rijmen; de eerste rijmreeks eindigt met de titel van hoofdstuk 8, en de titel van hoofdstuk 9 begint een nieuwe rijmreeks.
Binnen de root-hoofdstukken komt deze structuur weer terug: de eerst twee hoofdstukken zijn weer de root van de volgende zes hoofdstukken. En ook binnen ieder hoofdstuk vormt de eerste paragraaf (en soms de eerste twee) de root van de daaropvolgende paragrafen.
Binnen de root-branches structuur geven de eerste acht hoofdstukken de basale filosofie van de hele tekst weer. Een groot deel van de rest van de Huainanzi is vervolgens gewijd aan het uitwerken van de (filosofische) ideeën die in de eerste acht hoofdstukken worden behandeld. Het staat vol met talrijke voorbeelden van hoe de universele kosmologie van de dào 道 en dé 德, de correlatieve kosmologie van yin en yang en de Vijf Fasen, zich manifesteren in de wereld van fenomenen en de beslommeringen van de mensheid. Ook geeft het voorbeelden van apofatische innerlijke cultiveringspraktijken toegepast op de rol van de heerser en zijn bestuur.
De hoofdstukken met de toepassingen worden gepresenteerd in verschillende literaire stijlen die typerend zijn voor de Han-dynastie: “precepts” (cheng 稱) [voorschriften], “responses” (ying 應) [reacties], “overviews” (lüe 略) [overzichten/samenvattingen], “discourses” (lun 論) [verhandelingen], “sayings” (yan 言) [gezegdes en uitspraken], en “persuasions” (shui ) [overtuigingen] e.d.
Hieronder geven we een overzicht van de 21 hoofdstukken met daarbij een korte aanduiding van het onderwerp. 
De vertaalde titels zijn van John Major (Engels) en Charles Le Blanc (Frans)
| Titel             | Beschrijving |
| ----------------- | --- |
| 1. 原道 Yuándào   | Originating in the Way / Du 'Dao' originel Onderwerp: Dao (道) - De Weg. Het principe van universaliteit: Dao als de oorsprong van alle dingen en de bron van alle begrip.\| |
| 2. 俶真 Chùzhēn   | Activating the Genuine / Du commencement du réel Onderwerp: De (德) - Innerlijke kracht. Kosmogonische principes van non-differentiatie naar differentiatie, verdeling, transformatie en verandering.\| |
| 3. 天文 Tiān wén  | Celestial Patterns / Des signes célestial Onderwerp: Tian (天) - Hemel. Principes van hemelse patronen. Beginselen van astronomie, astrologie en mathematische harmonie. |
| 4. 墬形 Zhuìxíng  | Terrestrial Forms / Des formes terrestres Onderwerp: Di (地) - Aarde. Over de principes van geografie, topografie en ecologie van de aarde. |
| 5. 時則 Shízé     | Seasonal Rules / Des règles saisonnières Onderwerp: Shi () - De jaarlijkse cyclus. Seizoensregels, integratie van ruimte en tijd: de jaarlijkse cyclus van yin en yang en de Vijf Fasen. Het hoofdstuk bevat een van de drie overgeleverde teksten van de Yueling.                                         |
| 6. 覽冥 Lǎnmíng   | Surveying Obscurities / De l'examen des choses obscures Onderwerp: Ganying (感應) - Resonantie. Het principe van resonantie dat aarde en hemel verbindt en andere natuurlijke fenomenen. |
| 7. 精神 Jīngshén  | Quintessential Spirit / Des esprits essentiels Onderwerp: Ren (仁) - Mensheid. De oorsprong en aard van menselijk bewustzijn en fysiologie, principes van zelfcultivatie en kenmerken van de wijze. |
| 8. 本經 Běnjīng   | The Basic Warp / De la chaïne originelle Onderwerp: Renyi (仁義) - Moraliteit. De onderscheidende principes van wijze deugd, de autoriteit van de oude Vijf Keizers en Drie Koningen. |
| 9. 主術 Zhǔshù    | The Ruler's Techniques / De l'art du maïtre Onderwerp: Shu (術) - Technieken. De onderscheidende technieken van de wijze heerser. |
| 10. 繆稱 Miùchēng | Profound Precepts / Des évaluations fallacieuses Onderwerp: Cheng (稱) - 'Precepts'. Voorbeelden van juist gedrag jegens het volk door middel van 'Quintessential Sincerity' |
| 11. 齊俗 Qí sú    | Integrating Customs / De l'equivalence des mœurs Onderwerp: Ji (記) - verslagen/documenten 'Records'. Illustraties van hoe diverse gebruiken en rituele praktijken, breed opgevat, kunnen worden geïntegreerd.                                                                                             |
| 12. 道應 Dàoyìng  | Responses of the Way / Des résonances du 'Dao' Onderwerp: Jiě (解) - Exegese. Illustraties van hoe te reageren op uiteenlopende omstandigheden door middel van de Dao. Dit hoofdstuk wordt gezien als een commentaar op de Laozi (Daodejing).                                                              |
| 13. 氾論 Fànlùn   | Boundless Discourses / De l'inconstance des choses Onderwerp: Lun (論) - Verhandelingen. Illustraties van hoe men verandering kan beoordelen en zich eraan kan aanpassen zoals een wijze dat doet. |
| 14. 詮言 Quányán  | Sayings Explained / Des paroles probantes Onderwerp: Yan (言) - Spreuken/gezegdes. Demonstraties van hoe men door middel van analogieën kan vergelijken en hoe de belangrijkste beginselen van menselijke aangelegenheden verduidelijkt kan worden met behulp gnomische verzen (spreekwoordelijke verzen). |
| 15. 兵略 Bīnglüè  | An Overview of the Military / De l'utilisation des armes Onderwerp: Lüe (略) - Overzicht/samenvatting. Uitleg over welke militaire methoden moeten worden toegepast en onder welke omstandigheden. |
| 16. 說山 Shuōshān | A Mountain of Persuasions / Montagne de propos Onderwerp: Shui (說) - "Overredingen". Een verzameling van methoden om overtuigende argumenten op te bouwen door het gebruik van kernpunten (talking points).                                                                                               |
| 17. 說林 Shuōlín  | A Forest of Persuasions / Forêt de propos Onderwerp: Shui (說) - "Overredingen". Vervolg van hoofdstuk 16. |
| 18. 人間 Rénjiān  | Among Others / Du monde des hommes Onderwerp: Bian (辯) - Dialectiek. Uitleg van paradoxen om de werking van de dao in verschillende levenssituaties te illustreren. |
| 19. 脩孩 Xiūwù    | Cultivating Effort / Du devoir de se cultiver Onderwerp: Nan (難) - Weerleggingen. Illustraties waarom een heerser zich moet inzetten voor zijn taak en hoe men een specifiek voorstel kan bevestigen of weerleggen in het verloop van mondeling debat of discussie.                                       |
| 20. 泰族 Tàizú    | The Exalted Lineage / De la synthèse ultime Onderwerp: Zōng (宗) - "Genealogie". Aanwijzingen over hoe de huidige heerser de illustere 'stamboom' van de Vijf Keizers en Drie Koningen kan voortzetten en eer en voorspoed aan de Liu-clan kan brengen.                                                    |
| 21. 要略 Yàoluè   | An Overview of the Essentials / Sommaire Onderwerp: Lüe (略) - Samenvatting. De stijl is een fu (rhapsodie) van de Westelijke Han, een compositie bedoeld voor recitatie. Het hoofdstuk geeft uitleg waarom de Huainanzi is geschreven en hoe deze begrepen dient te worden.                               |

Hoofdstuk 9 - de kunst van het heersen - neemt een bijzondere positie in. In dit hoofdstuk wordt heel gedetailleerd de kunst van het besturen uitgelegd op basis waarvan de verlichte Daoïst regeert. Het is het langste hoofdstuk van het hele boek, een indicatie van zijn belang. Als er één essay is dat bedoeld was door Liu An voor zijn neef, keizer Wu, dan is het deze 
Die bijzondere positie geldt ook voor het slothoofdstuk 21 - Een Overzicht van de Essenties (Yao lüe). Dit nawoord is hoogstwaarschijnlijk door Liu An zelf geschreven toen de tekst bijna of geheel voltooid was, maar vóór de presentatie ervan aan Keizer Wu in 139 v.Chr. Dit nawoord, die de literaire vorm heeft van een fu (rhapsodie, gerijmd proza), is door Liu An voorgedragen toen hij de Huainanzi aan de troon presenteerde. 
Het nawoord geeft een overzicht van de inhoud, organisatie en doelen van de tekst. In dit hoofdstuk wordt het volgende over de Huainanzi beweerd: 
- Het is een alomvattende tekst is met alle theoretische kennis die een heerser nodig heeft om zijn rijk succesvol te besturen;
- Het is een uiterst praktische tekst, voornamelijk gericht op het verduidelijken van de verbanden tussen de Weg als een abstracte entiteit en zijn manifestaties in concrete aangelegenheden;
- Het is een programmatische tekst die de heerser voorziet van de vereiste technieken om doeltreffend op te treden in elke omstandigheid waarmee hij geconfronteerd zou kunnen worden, of hij nu naar de wereld om hem heen kijkt of zich richt op zichzelf; en
- Het is een ongekende tekst die zowel het pionierswerk van de oude wijzen en wijze koningen van het oude China voortzet als, belangrijker nog, innovatief voortbouwt op het erfgoed van de wijzen. Het beoogde resultaat was een ongeëvenaarde synthese van het vroege Chinese denken en politieke filosofie die alles wat eraan voorafging omvatte en overtrof.

De auteurs van de Engelse vertaling van de Huainanzi uit 2010 adviseren in hun inleiding dan ook om eerst dit nawoord te lezen, feitelijk is het dus een soort voorwoord. Daar zullen lezers zien dat van hen wordt verwacht dat ze vanaf het begin van het werk naar het einde gaan, de hoofdstukken achtereenvolgens lezen en profiteren van wat elk te bieden heeft. Zo vormt de Huainanzi een samenhangend werk, met een doelbewuste organisatie die allesbehalve willekeurig is. De visie van de auteurs op de tekst is die van onderling verbonden en overkoepelende coherentie opgebouwd op basis van een cumulatieve lezing van de afzonderlijke hoofdstukken. 

## Teksttransmissie
Harold Roth heeft baanbrekend werk verricht met zijn studie naar de tekstgeschiedenis van de Huainainzi.  We kunnen nu, met aanzienlijke zekerheid, de overdracht van de Huainanzi traceren vanaf het moment dat het aan keizer Wu van de Han-dynastie werd gepresenteerd in 139 v.Chr. tot aan de grote verscheidenheid aan gedrukte edities van de tekst die vandaag de dag nog bestaan. Een kopie van de tekst werd in 139 v.Chr. in de Keizerlijke Bibliotheek geplaatst, en 17 jaar later, toen Liu An door keizerlijke troepen ter dood werd gebracht en zijn koninkrijk werd opgenomen in het grotere rijk, moeten ook andere exemplaren uit zijn persoonlijke collectie in de Keizerlijke Bibliotheek zijn opgenomen. Ongeveer een eeuw later, toen Liu Xiang en zijn zoon Liu Xin deze collectie catalogiseerden en onderscheidende recensies van de teksten creëerden op basis van meerdere versies die ze daar vonden, stelden zij ook de tekst van de Huainanzi vast. Vroege commentaren van Xu Shen en Gao Yu laten zien dat de tekst belangstelling had van literaten vanaf de eerste eeuw n.Chr. Citaten van de Huainanzi in commentaren op literaire werken en in "encyclopedieën" (leishu 類書) vanaf de zevende eeuw getuigen van de voortdurende interesse in de tekst. De Huainanzi is opgenomen in de Daozang, de Daoistische Canon uit 1445. Deze redactie gaat terug op de Zuidelijke Song redactie van 1121, en de Noordelijke Song redactie uit 1019, en mogelijk nog vroeger. De tekst van de Daoistische canon vormde vervolgens de basis voor de vele edities die zouden volgen. De meer dan 87 complete edities van de Huainanzi die nu in bibliotheken over de hele wereld te vinden zijn, kunnen worden georganiseerd in zes belangrijke stamlijnen, elk gebaseerd op een "oorspronkelijke redactie" die de oudste bestaande editie is voor elke stamlijn. Deze zes zijn:
- de Noordelijke Song redactie van circa 1050
- de Daozang 道藏 redactie van 1445
- de Liu Ji 劉績 redactie van 1501
- de Zhongli siziji 中立四子集 redactie van 1579
- de Mao Yigui 茅一桂 redactie van 1580
- de Zhuang Kuiji 莊 逵吉 redactie 1788

Op basis van deze redacties zijn moderne kritische edities verschenen. Die hebben allemaal zo hun voors en hun tegens. De vertalingen die hieronder zijn benoemd maken gebruik van twee van deze edities.

## Vertalingen
Er zijn geen Nederlandse vertalingen. Hieronder staan Engelse en Franse vertalingen.

### Integraal
- Major, John S. e.a. (2010). The Huainanzi: A Guide to the Theory and Practice of Government in Early Han China, by Liu An, King of Huainan. Columbia University Press. (Medevertalers: Sarah A. Queen, Andrew Seth Meyer, Harold D. Rhot, en bijdragen van Michael Puett en Judson Murray).  Archive.org
- Blanc, Charles Le & Mathieu, Remi (2003). Philosophes taoïstes II: Huainan Zi. Gallimard. (Met vertalingen van Charles le Blanc, Rémi Mathieu, Chantal Zheng, Jean Levi, Nathalie Pham-Miclot, Bai Gang, Anne Cheng).

### Partieel (selectie)
- Ames, Roger T. (1994). The art of rulerschip: A Study of Ancient Chinese Political Thought. SUNY Press (vertaling hst. 9).
- Blanc, Charles Le (1985). Huai-nan Tzu: Philosophical Synthesis in Early Han Thought: The Idea of Resonance (Kan-Ying). Hong Kong University Press (vertaling hst. 6)
- Kalinowski, Marc (2022). Maître de Huainan: Traité des figures célestes. Les Belles Lettres (vertaling hst. 3)
- Lau, D.C. & Ames, Roger T.(1998). Yuan Dao: Tracing Dao to Its Source. Ballantine Books (vertaling hst. 1)
- Major John S. (1993). Heaven and Earth in Early Han Thought. SUNY Press. (vertaling hst. 3, 4 en 5)
- Major, John S. e.a. (2012). The Essential Huainanzi. Columbia University Press (een ingekorte versie van de vertaling uit 2010, met een selectie van paragrafen uit de verschillende hoofdstukken, Archive.org.
- Zie voor een compleet overzicht: Klassiek Chinese teksten

## Geraadpleegde literatuur
- Goldin, Paul Rakita (1999). Insidious syncretism in the political philosophy of Huainan-tzu. Asian Philosophy, 9 (3), 165-191. (Bespreking hoofdstuk 9)
- Kern, Martin (2014). Creating a Book and Performing It: The Yao Lüe Chapter of the Huainanzi as a Western Han Fu. In Sarah A. Queen, The Huainanzi and Textual Production in Early China. Brill. Hst. 4, pp. 124-150
- Lewis, Mark Edward (1999) Writing and Authority in Early China SUNY Press (hieruit hoofdstuk 7: The Encyclopedic Epoch).
- Roth, Harold, (2015) in Liu, Xiaogun Dao Companion to Daoist Philosophy. Springer. (hst 15 Huainanzi: The Pinnacle of Classical Daoist Syncretism).
- Roth, Harold D. (1992) The Textual History of the Huainanzi. Association for Asian Studies Monograph 46. Ann Arbor, MI., 1992 (De meest gezaghebbende studie over de geschiedenis, tekst en edities van de Huainanzi).
- Queen, Sarah A. & Puett, Michael, redactie (2014). The Huainanzi and Textual Production in Early China. Brill.
- Vankeerberghen, Griet (2001). The Huainanzi and Liu An's Claim to Moral Authority. SUNY Press
- Vankeerberghen, Griet (2003). 'Huainanzi' in Cua, Antonio Encyclopedia of Chinese philosophy. Routledge.
- Wong, Peter Tsung Kei (2022) The Soundscape of the Huainanzi: Poetry, performances, Philosophy, and Praxis in Early China. in: Early China vol 45. artikel online

## Appendix:  běnmò 本末
3.Benmo kan worden vertaald met: wortel en tak, fundamenteel en perifeer, principe en uitwerking. 
De term duidt op een fundamentele structurele relatie die alle kosmische en menselijke domeinen beïnvloedt. In alle domeinen kunnen "wortel" en "tak" componenten worden geïdentificeerd. Bijvoorbeeld, in het heelal is de Dao de wortel, en zijn Hemel, Aarde, yin en yang de takken. In de geest is kalmte (tranquility) de wortel, en zijn waarnemingen, gevoelens en gedachten takken.
In de Huainanzi verwijst de term "wortel" naar het fundamentele organische principe van alle kosmische, cognitieve, fysiologische, persoonlijke, historische en politieke domeinen. Alle dingen worden beschouwd als voortgekomen uit een ongedifferentieerde maar dynamisch generatieve wortel en hebben een steeds complexere vorm bereikt door een proces van vertakking en individuatie. Zo beweegt de geschiedenis zich van de vroegste tijdperken van onvervalste eenvoud naar tijdperken van meer verfijnde en complexe vormen van economische, politieke en sociale organisatie.
In alle wortel-tak relaties gaat de wortel vooraf aan de takken en heeft ze een normatieve prioriteit ten opzichte van die takken. Zo gaat de Weg vooraf aan Hemel en Aarde omdat het eerst bestond en de laatstgenoemde verschijnselen blijft aandrijven en beheersen, zelfs nadat ze zijn ontstaan. Op dezelfde manier gaat de fundamentele kalmte van de geest vooraf aan alle waarneming, emotie en gedachte en zou normatief gezien alle activiteiten van de geest moeten beheersen en reguleren, zelfs nadat de kalmte ervan door externe verschijnselen in beweging is gebracht.